# Christian Torres
Christian Dominick Torres Palacios (ur. 15 kwietnia 2004 w Fontanie) – meksykański piłkarz z obywatelstwem amerykańskim występujący na pozycji skrzydłowego, od 2024 roku zawodnik Tapatío.
Jego ojciec pochodzi z Meksyku.